# Wollbach (Burkardroth)
Wollbach ist ein Gemeindeteil des Marktes Burkardroth im unterfränkischen Landkreis Bad Kissingen in Bayern.

## Geographische Lage
Das Dorf Wollbach grenzt an den Nordrand des Zentralortes Burkardroth. Nach Norden zu besteht eine Verbindung nach Premich.

## Geschichte
Erste Besiedlungen im Wollbacher Raum fanden im Neolithikum statt. Diese Einschätzung wird durch den Fund eines mittelneolithischen Spitzhackbeiles im Jahr 1983 gestützt, der wahrscheinlich etwa 3500 v. Chr. entstanden ist. Der Fund einer römischen Münze, die zwischen 101 und 103 n. Chr. unter Kaiser Trajan geprägt wurde, im Jahr 1949 lässt die Existenz von Germanen im Wollbacher Raum vermuten, die Kontakt mit römischen Legionen hatten.
Der Wollbacher Raum gehörte ab dem Jahr 1000 dem Hochstift Würzburg. Die erste bekannte urkundliche Erwähnung von Wollbach selbst stammt aus dem Jahr 1244, als Otto von Botenlauben seinen in Wollbach befindlichen Besitz dem Kloster Frauenroth schenkte. Der Zehnt von Wollbach gehörte den Brüdern von Bastheim; er ging 1252 ebenfalls an das Kloster Frauenroth über. Im Jahr 1255 wurde Wollbach von Papst Alexander IV. als Klosterdorf bezeichnet. Im Jahr 1524 schlichtete Bischof Konrad II. von Thüngen Streitigkeiten zwischen dem Kloster und den Dörfern Burkardroth, Stangenroth und Wollbach das Weiderecht betreffend.
Ab dem Jahr 1582 stellte Wollbach einen Schöffen für das Halsgericht der Zent Aschach. Im Jahr 1803 fiel die Zuständigkeit für Wollbach an das Bezirksamt Kissingen.
Am 31. Dezember 1971 wurde die Gemeinde Wollbach bei Bad Kissingen im Rahmen der Gebietsreform in Bayern aufgelöst. Wollbach ist seitdem ein Gemeindeteil des Marktes Burkardroth. Im Oktober 1971 hatten hierzu Befragungen und Abstimmungen in den Dörfern, die nach Burkardroth eingemeindet werden sollten, stattgefunden. Von den 245 abgegebenen Stimmen in Wollbach fielen 227 zugunsten der Eingemeindung aus. Wollbachs letzter Bürgermeister vor der Eingemeindung war Franz Grom.

## Bauwerke

### Glöckle-Kapelle
Die Glöckle-Kapelle befindet sich in der Mitte des Ortes. Sie entstand im Jahr 1952 und ersetzte einen Holz- und Lehmbau von 1817. Die im Dachreiter befindliche Glocke, die bei Feuer und ähnlichen Notfällen sowie bei Einbruch der Dunkelheit geläutet wurde, stammt aus dem Vorgängerbau und ist vermutlich der Ursprung für den Namen der Glöckle-Kapelle.

### Sieben-Schmerz-Kapelle
Die Sieben-Schmerz-Kapelle wurde 1887 durch den Wollbacher Johann Michael May gestiftet und 1889 erbaut. Auf Grund einer Verschlechterung des baulichen Zustandes der Kapelle musste die Kapelle im Jahr 1915 renoviert werden.
Am 1. Januar 1960 übernahmen Bürgermeister Franz Grom und acht weitere Wollbacher Bürger die Zuständigkeit für die Kapelle; 1968 erfolgte eine weitere Renovierung der Kapelle. Seit der Gemeindegebietsreform ist die Kapelle Eigentum des Marktes Burkardroth. Nach einem Diebstahlsvorfall an der Kapelle im Jahr 1987 wurde sie durch schwere Eisengitter gesichert.